# Epson EP-101

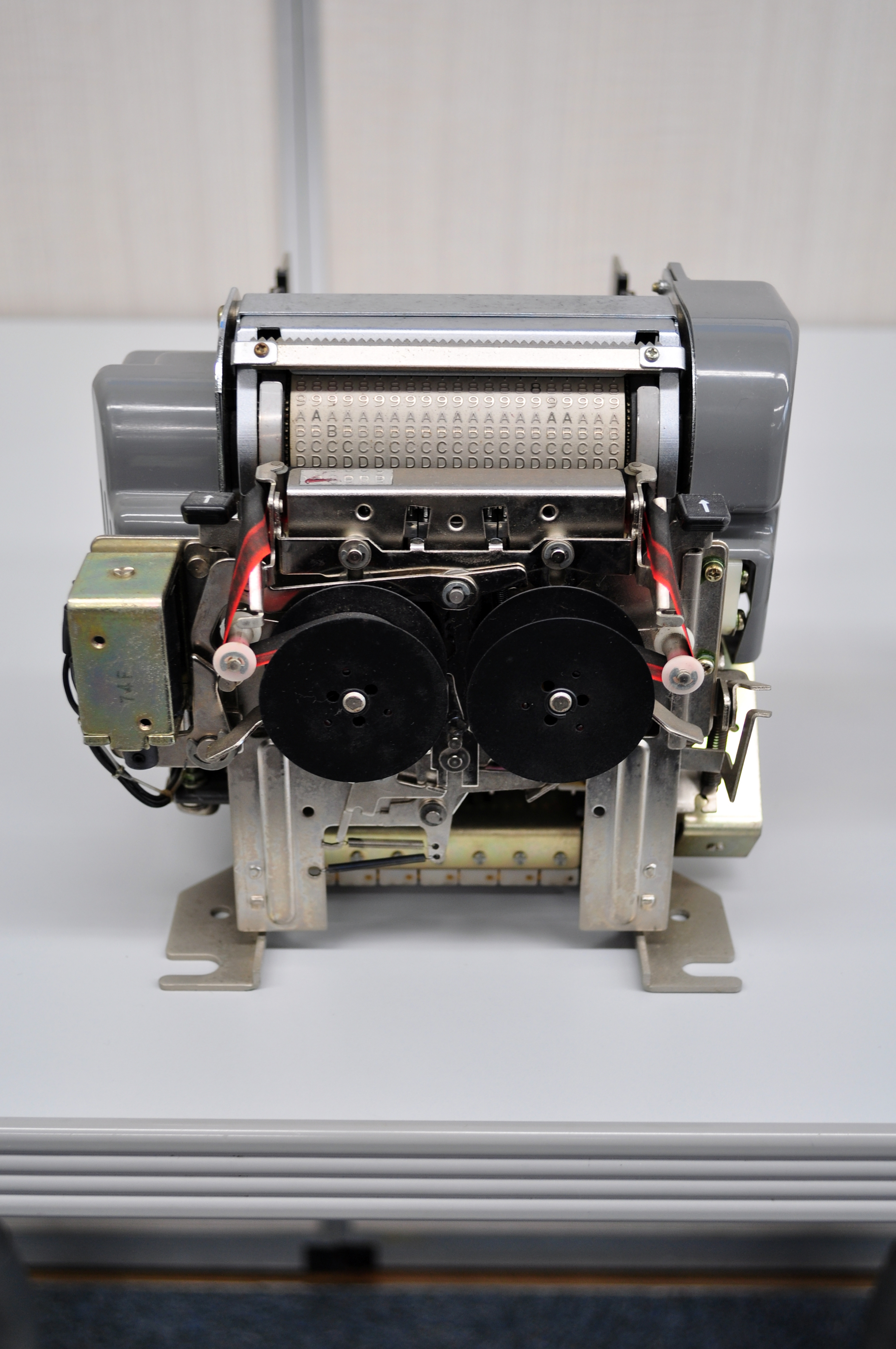
Der elektronische Minidrucker EP-101

Der EP-101 (engl. electronic printer; elektronischer Drucker) war der erste elektronische Minidrucker zum Drucken von Zahlen und Symbolen und wurde im September 1968 von Shinshu Seiki Co., einer Tochtergesellschaft von Suwa Seikosha Co., Ltd, auf den Markt gebracht. Der Trommeldrucker war nicht sehr groß; Er war 164 mm breit, 102 mm hoch, 135 mm tief und wog 2,5 kg. Es entstand aus der Entwicklungsarbeit, die Shinshu Seiki für die Seiko Group leistete, als sie die offiziellen Zeitnehmer für die Olympischen Spiele 1964 in Tokio wurden und eine Maschine benötigtem, die die Zeiten ausdrucken konnte, die sie von ihren Uhren erfassten.
1975 begann Shinshu Seiki, Drucker unter der Bezeichnung EPSON zu vermarkten. Der Markenname stammt von der nächsten Generation dieses Druckers – son of EP oder EP-son (dt. Sohn von EP). Shinshu Seiki wurde 1982 in Epson Corporation umbenannt und 1985 mit Suwa Seikosha zur Seiko Epson Corporation fusioniert.